# Příčka

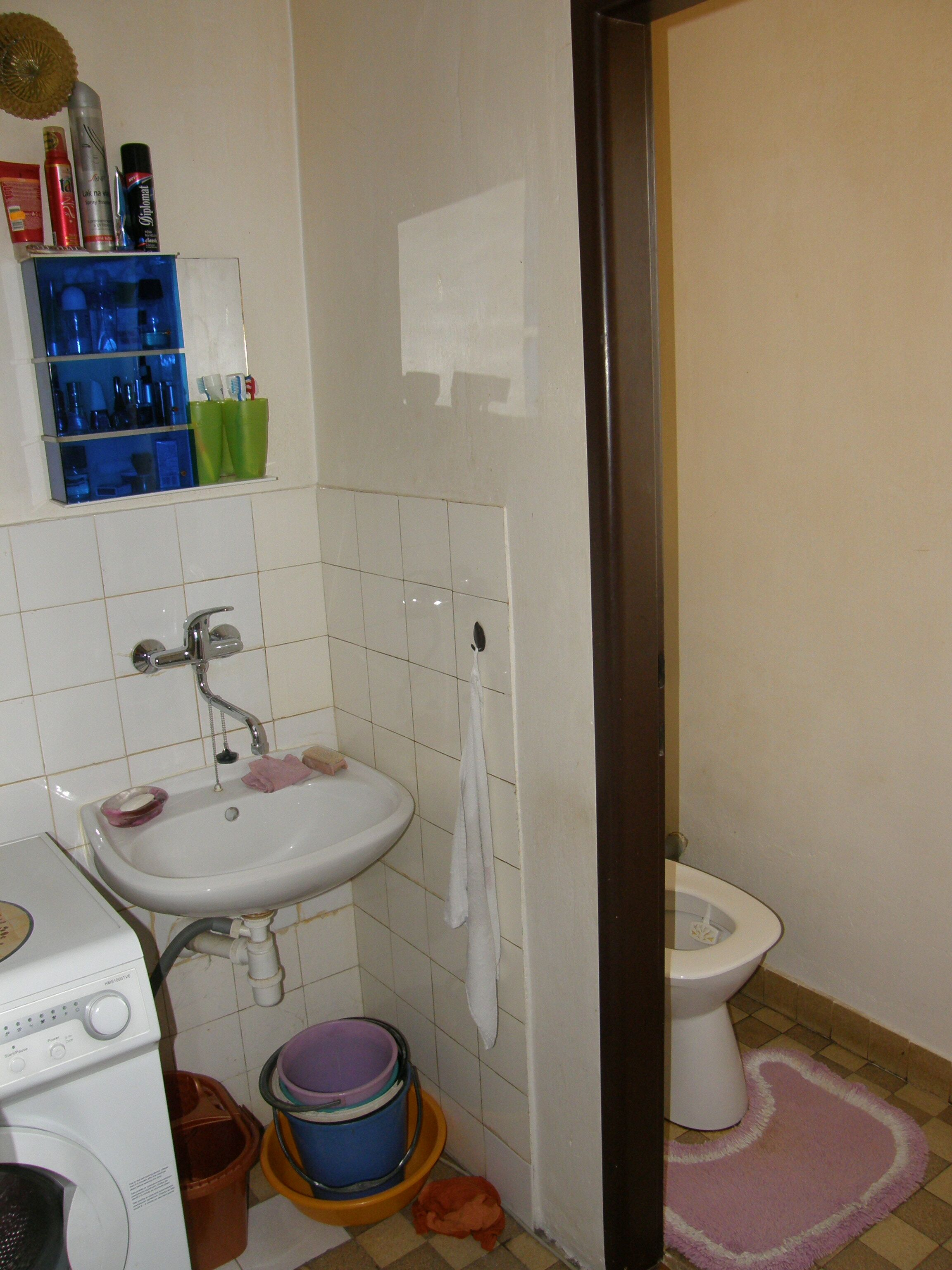
Příčka dělící WC od koupelny

Příčka se řadí mezi svislé nenosné stavební konstrukce. V obytných prostorech je základní funkcí příčky oddělení dvou typologicky odlišných celků, například ložnice a obývacího pokoje. 
Příčky musí splňovat parametry dané odpovídajícími normami, v Česku jsou to ČSN, resp. ČSN EN (tzv. Eurokódy). Mezi základní požadavky na příčky patří: vzduchová neprůzvučnost, tepelný odpor, únosnost a použitelnost s ohledem na stálá a nahodilá zatížení, požární odolnost, zdravotní nezávadnost a v neposlední řadě i estetická hodnota.

## Dělení příček
Příčky obecně můžeme dělit podle několika kritérií. Zde jsou uvedeny základní dva typy dělení:
1. z hlediska statického působení
  - podepřené – např. stropní konstrukcí, betonovou mazaninou, atd.
  - zavěšené – např. na strop, méně častý typ
  - visuté – ukotvené a nesené okolními nosnými stěnami
  - kombinované – kombinace předchozích způsobů
2. dle použitého materiálu
  - zděné (cihelné, z lehkých pórobetonových tvárnic, aj.)
  - betonové (tzv. Moniérova příčka)
  - skleněné (ze sklobetonu, z dílců Copilit)
  - z lehkých desek (sádrokartonové, sádrovláknité)
  - z izolačních desek (Heraklit, Lignopor)
  - z úzkých pórobetonových či plynosilikátových dílců

## Technologické a technické řešení příček

### Příčky zděné
Jsou to příčky tradiční konstrukce. Skladebná tloušťka je obvykle 100 mm (čtvrtcihelné) nebo 150 mm (půlcihelné). Je nutno přihlédnout k účelu a požadovanému zvukovému útlumu. Materiálem jsou zpravidla plné cihly (CP 290 x 140 x 65 mm), příčkovky s dutinami (CdPk290 x 140 x 65), pórobetonové tvárnice (Ytong, Hebel), eventuálně se mohou použít i Hurdisky CsH (nelze doporučit). Jsou nejčastěji řešeny jako podepřené nebo visuté. U druhé varianty se do každé třetí ložné spáry vkládá ocelová výztuž (pásková nebo betonářská ocel). Pro příčky mezi byty se používá příčka dvojitá. Ta má vzduchovou dutinu v které je vložena zvuková izolace (např. Fibrex). Obě dílčí příčky jsou tlusté 150 mm. Pokud jsou v příčce (tloušťky 100 mm) dveře s kovovou zárubní o světlosti větší než 800 mm vkládají se do nadpraží min. dva ocelové dráty. V příčce o tloušťce 150 mm se při otvoru větším než 800 mm dělá železobetonový překlad. Je nutné je omítat. Výhodou je velká zvuková neprůzvučnost a velká pevnost. Nevýhodou je především vysoká pracnost.

### Příčky betonové a ŽB
- Moniérova příčka – tento typ se dnes již neprovádí. Mezi její výhody patří vysoká únosnost (např. je na ni možno bez obav zavěsit zásobníkový ohřívač-bojler). Používala se hlavně v prům. závodech nebo jako balkónové zábradlí plnostěnné. Je vyztužena ocelovou sítí (Karisíť) nebo perforovaným plechem. Z jedné strany se postavilo bednění a z druhé se prováděla betonáž za současné dostavby bednění. Pravděpodobně by bylo možno použít i torkret.[2]
- Železobetonové prefabrikované příčky jsou charakteristické hlavně pro totalitní panelovou zástavbu. V různých obměnách se používaly snad ve všech stěnových panelových systémech (VVÚ-ETA, P 1.11, T 06B apod.). Příčky se vyráběly plné nebo s dveřními otvory různých světlostí. Tloušťka je u všech typů cca 80 mm. Příčka se jako prefabrikát vyrobila v panelárně, zamontovaly se zárubně případně provedla povrchová úprava. Zárubně se mohly montovat také až na místě jako obložkové. Příčky se osazovaly před zastropením příslušného podlaží za pomoci zdvihací techniky (jeřábu).

### Skleněné příčky
Sklobetonové příčky podrobně popisuje článek sklobeton (konstrukce). 
- Sklobetonové příčky ze skleněných tvárnic, které se kladou do železobetonového rámu kotveného do drážky ve zdivu. Skleněné tvárnice mohou být plné pro vnitřní stěny nebo duté pro vnější stěny. V novostavbě se zhotovují až po ukončení sedání objektu.[3]

- Příčky s dílců Copilit se používaly hlavně v administrativních a veřejných budovách. Jejich základem jsou skleněné úzké dílce tvaru U. Ty se spojují pryžovým těsnicím profilem. Příčka se kotví do obvodového rámu z ocelového profilu U, který je vystlán pružnou podložkou. Musí se dodržet přesně modulová skladba (hlavně celková délka), protože sklo se obtížně řeže.

### Příčky z lehkých desek
Jsou v dnešní době velmi oblíbené. Důvodem je relativně snadná montáž, velká variabilita, snadná demontáž, a nižší cena. Převládajícím materiálem jsou sádrokartonové desky (Knauf, Rigips a další). Vyrábějí se v tloušťkách 9,5; 12,5; 15 a 18 mm.
Ty se upevňují na nosnou konstrukci (rošt). Rošt může být buď dřevěný (dnes výjimečně) a častěji z pozinkovaných profilů. Obrys příčky se napřed vynese na podlahu. Potom se osadí a upevní vodící profily UW. UW profily je nutné od stěny oddělit těsnicí páskou, která má za úkol především zvýšit zvukoizolační schopnosti příčky. Do těchto profilů se nasouvají dělicí a nosné profily CW. UW a CW profily se k sobě nešroubují. Na hotovou konstrukci se připevní sádrokartonové desky pomocí vrutů do SDK desek. Desky se šroubují výhradně do CW profilu. Spáry v deskách se překryjí bandážovací páskou a třikrát přetmelují tmelem na SDK. Otvory se šrouby se také zatmelí (bandáž není třeba). Styk příčky a okolních stěn se buď překryjí papírovou páskou (dnes ne), nebo se rovněž zabandážují a zasádrují. Rovněž je možno použít trvale pružný tmel (silikon). Tyto příčky jsou vhodné do téměř všech prostor, pouze je nutné volit správný typ sádrokartonové desky (obyčejné – bílé, protipožární – červené, do vlhkých prostor – zelené). Vhodné jsou zejména do rekonstrukcí a adaptací.

### Příčky z izolačních desek
Tento typ se dnes už moc nevyskytuje. Je možno je vidět zejména ve svépomocně stavěných objektech. Dělaly se z Heraklitu nebo Lignoporu, jako dvojité či jednoduché. Desky se sestavovaly na sebe (směrem tloušťky) a kotvily se do drážky ve zdi. Nosnou konstrukci tvořil rošt z dřevěných latí. Spáry desek se přetahovaly buď bandáží jako pruh nebo se přetáhly celé omítkářským pletivem (rabicové, keramid). V současnosti jsou zcela vytlačeny sádrokartonovými příčkami. Příčky se omítají libovolnou omítkou.

### Příčky z úzkých pórobetonových dílců
Tyto příčky se používaly hlavně u rozsáhlejších staveb, protože zvýšily technologickou rychlost. Dílce mají hmotnost max. 90 kg, aby se daly přenášet ručně. Zpravidla jsou dlouhé na celou světlou výšku (tj. výška od podlahy ke stropu). U stropu i u podlahy jsou ukotveny do ocelového U profilu. Spáry mezi dílci se musí opět bandážovat. Příčky se libovolně omítají.

## Použití příček
Při rozhodování o druhu příčky se berou v úvahu požadované vlastnosti jako tepelný odpor, zvukový útlum, průsvitnost či průhlednost a v neposlední řadě také estetické požadavky. Pro půdní vestavby, úpravy v objektech se dřevěnými stropy či při omezeném rozpočtu je vhodné použít sádrokartonové příčky. Při přestavbě v přízemí nebo v objektu s tuhými stropy (hurdisky, porotherm miako, panely, ŽB) nebo tam kde je požadavek na vysoký akustický útlum (mezi byty, mezi ložnicí a koupelnou atd.) je možné či vhodné zvolit cihelné příčky.
Lze se řídit jednoduchým pravidlem pro odhad: čím je příčka těžší, tím má větší útlum zvuku; čím je lehčí, tím má větší tepelný odpor. Pokud předpokládáme větší plochu množství nových příček či příčky z těžších materiálů, je nutné provést statický posudek konstrukcí, které budou příčkami zatěžovány.